# Winter
Winter fue una banda pionera del death/doom estadounidense; originaria de New York, Estados Unidos, compuso algunas de las canciones más pesadas y lentas del doom metal por lo que algunas veces se considera más como una banda pionera del funeral doom que del death/doom. Junto con Thergothon y diSEMBOWELMENT, su estilo particular (demasiado lento para Estados Unidos y demasiado crudo para Europa) no gozó de la popularidad de sus contemporáneos como Paradise Lost y My Dying Bride, y se desmembró en 1994 dejando un demo, un EP y un LP. 

## Miembros
- John Alman - Voz y bajo
- Stephen Flam - Guitarras
- Joe Goncalves - Batería

## Discografía
- Hour of Doom demo tape (1989)
- Into Darkness (1990). Future Shock Records
- Eternal Frost (1994) (EP). Nuclear Blast Records
- Into Darkness + Eternal Frost (reedición) (1999). Nuclear Blast Records